# Chiesa di San Giuseppe Artigiano (Montebeni)
La chiesa di San Giuseppe Artigiano, costruita tra le colline di Montebeni nel comune di Fiesole (in provincia di Firenze) nel 1966, è l'ultima opera realizzata dall'architetto Raffaello Fagnoni.

## Storia e descrizione
Raffaello Fagnoni, la cui famiglia era originaria di Montebeni e per la quale aveva già realizzato un'abitazione nel 1938, progettò la chiesa tenendo conto delle limitate possibilità economiche del committente ma, allo stesso tempo, non rinunciando a scelte stilistiche innovative ed efficaci. La chiesa, costruita con cemento armato a vista tra il 1965 e il 1966, e utilizzando laterizi di produzione industriale e vetri opalescenti tipo "U-Glass", ha un'unica navata che termina in un'abside rivolta a sud, dove l'architetto ha efficacemente posizionato le aperture delle vetrate in modo da catturare la luce proveniente da est. Il campanile, posto all'ingresso della chiesa come corpo staccato da essa, è costituito da due setti mensolati su cui sono appese le tre campane, mentre la copertura a falde volutamente asimmetrica favorisce una collocazione armoniosa nell'ambiente collinare. Il battistero, irradiato dalla luce naturale proveniente dalla grande apertura del soffitto, è collocato invece in un ambiente staccato ma comunicante con l'aula principale. Il fonte battesimale, interamente in cemento armato, è stato completato nel 1996 con il piano in legno e il bacile in rame dal nipote dell'architetto Matteo Fagnoni. L'interno è decorato con opere in cemento e terracotta della scultrice Amalia Ciardi Dupré e con delle formelle rappresentanti la via crucis realizzate da Flora Tannini. La grande vetrata posta ad est fu disegnata dallo stesso Fagnoni.

## Fortuna critica
I commentatori hanno fin da subito evidenziato positivamente le scelte stilistiche di Fagnoni, apprezzandone in particolare l'attenzione posta nel collocare la chiesa nell'ambiente circostante.
Lo stesso architetto infatti scriveva: "ignorare l'ambiente è voler disconoscere l'unità inscindibile tra la nuova opera e il suo intorno". Nel 1966 la chiesa ricevette il premio IN/ARC. Giovanni Klaus Koenig scrisse che San Giuseppe Artigiano a Montebeni è "quasi un testamento spirituale di chi, dopo aver inseguito gli incarichi più importanti, si rinchiude in se stesso alla ricerca di valori meno appariscenti, ma più veri, e più vicini allo spirito della natura Toscana".